# Zuid-Scharwoude
Pour les articles homonymes, voir Scharwoude.
Zuid-Scharwoude est un village de la commune néerlandaise de Langedijk, situé dans la province de Hollande-Septentrionale.

## Géographie
Le village est situé au nord du centre de Langedijk.

## Histoire
Zuid-Scharwoude fait partie de l'éphémère commune de Scharwoude de 1812 à 1817, date à laquelle elle devient une commune indépendante. Elle le demeure jusqu'au 1er août 1941, quand elle fusionne avec Broek op Langedijk, Noord-Scharwoude et Oudkarspel, pour former la nouvelle commune de Langedijk.

## Démographie
Le 1er janvier 2018, le village comptait 6 115 habitants.

## Personnalité
- Marlijn Binnendijk, née en 1986 à Zuid-Scharwoude, cycliste.